# 迁安性侵案
迁安性侵案是2017-2018年發生於河北省迁安市的未成年少女被轮奸、强迫卖淫案。案件涉及迁安市公安局党委副书记康永，以及迁安市人大代表王双。消息人士称案件另有数十名涉案人。这是中国男性权贵买处、嫖幼成风的背景下，地方权贵涉案的典型案件。涉案官员康永早年在电视讲话表示要将迁安打造成治安高地平安绿洲，性侵案发生后电视讲话引起舆论反响。

## 经过
- 2017年暑假，康永经过中间人介绍，与13岁女孩马某（化名，下同）发生性关系。
- 2017年10月，康永经过马某介绍，与13岁女孩付某发生性关系；团伙成员宁大龙、王泽众、王家壮等人强奸15岁女孩杨某。
- 2017年冬，康永经过马某介绍，与12岁女孩刘某发生性关系。
- 2018年1月，团伙成员强奸杨某、李某、王某等女孩，后采用去女孩家里闹事、拍裸照、视频、殴打等手段，强迫受害女孩卖淫并介绍其他女孩给团伙成员，王某曾与康永、王双发生性关系。康永于2017年暑假至2018年初期间与6名不满十四周岁幼女发生8次性关系。
- 2018年初，迁安市公安局发现一敲诈团伙，团伙成员宁大龙交代强奸、轮奸、强迫卖淫的犯罪行为。
- 2018年3月23日，宁大龙因涉嫌强奸罪被刑事拘留，几日后王泽众、王家壮被抓获。期间康永向迁安市公安局党委委员、刑警大队教导员、刑警大队副中队长行贿阻止调查。[4]
- 2018年中，网上传闻迁安“六七十个老板从女中学生中‘买处’，其中还涉及多名官员”，且有受害初中女生得性病，多家媒体前往迁安采访受阻。同年7月27日，迁安市公安局发布《警情通报》：“通过线索摸排，查获强迫、介绍卖淫案件，已抓获多名犯罪嫌疑人”。[5]

## 审判
- 2019年1月30日，王家壮、王泽众数罪并罚有期徒刑十九年，宁大龙有期徒刑十七年，其余十名被告分别获刑。
- 2019年4月3日，未成年女孩李某犯介绍卖淫罪，有期徒刑2年6个月，罚金1万元。
- 2019年8月5日，唐山法院终审判决被告人康永犯强奸罪、受贿罪、行贿罪，数罪并罚有期徒刑16年6个月。康永退缴181万元人民币受贿所得，并处罚金40万元。[6]

## 评论
- 新京报评论：“说到底，无论何时何地，对于性侵未成年少女这种伤天害理的恶行，都一定要除恶务尽，彻底斩断黑色的产业链，让有女儿的人家不再瑟瑟发抖，让社会风气变得清朗起来”。[7]
- 光明网评论：“这段视频之所以能在案件宣判后再度引发舆论关注，实在是康永视频中的一身正气，与其实际作为反差太大，颇具冲击力”、“因此，不能被瞎话所蒙蔽，就该把这种满嘴瞎话之人给揪出来。重塑纪律意识，让对党纪国法的敬畏，产生言为心声的表达，不能给腐败分子留有表演的空间与底气”。[8]
- 南方都市报评论：“涉案人众多、分工明确似乎也在透露，当地存在一个满足病态欲望的邪恶利益链，除了已经受到法律制裁的人员之外，还有没有漏网之鱼？”“前不久，湖南祁东未成年少女遭多人性侵案曾经引发公众的强烈关注……保护未成年人，营造孩子们健康成长的环境，要用法律的利刃斩断伸向他们的黑手”。[9]